# 王梦龄
王梦龄（1882年1月—1963年4月1日），名嘉瑞，字梦龄，以字行，山西平鲁县人，中华人民共和国政治人物。

## 生平

### 民国时期
幼读私塾，14岁中秀才。1905年毕业于山西大学西斋预科，旋赴英国补习英语，1906年，到英国曼徹斯特維多利亞大學学习机械和电学，获硕士学位，后在马氏电工厂实习。1914年，携英籍妻子归国。次年任山西大学电气教授，并负责筹建学校实习工厂。1917年任山西工业专门学校机电科主任。1921年为该校创建发电、铸造、木工、锻工、机工、纺织、制革、造纸、陶瓷等小型工厂和锅炉房、电器试验室、材料试验室。1920年，在榆次晋华纱厂修建设备。1923年，重装太原电灯公司，并改善全城电力安全。1928年，担任绥远电灯公司顾问。1932年，兼任绛州大益成纱厂原动部工程师。曾先后完成太原、大同、临汾、阳泉、榆次、新绛、归绥等地的发电、冶金、纺织、染织、火柴、皮革、造纸等工厂的动力部分改建和扩建等多项工程。他也被视为山西工业主要奠基人之一。
抗日战争期间，历任山西修械所技师、技正，设计并建立手榴弹、山炮、冲锋枪工厂，创办兵工研究班。因同工人一起反对张书田实行包工制，被阎锡山以煽动工人闹事为名逮捕，后由商震保释，辞去兵工厂职务。日军侵占太原前，他携全家南下，经武汉、广州抵达香港。1938年又辗转天津，接连拒接日伪山西省省长苏体仁、绥远日军的邀请。抗日战争结束后，也拒绝阎锡山邀请。

### 共和国时期
1949年1月15日，中国人民解放军攻占天津，他有感于解放军军纪严明，决议与中共合作。恰逢1950年，察哈尔省主席张苏邀请，他欣然接受，作为特邀代表参加察哈尔省政协会议。1950年任察哈尔省政协副主席、省政府委员，还被聘为察哈尔省工业厅总工程师。1951年。负责筹建察哈尔工学院，任副院长。1953年调任山西省政协副主席、省政府委员，省工业厅总工程师。1957年任山西省电力厅副厅长。
1963年4月1日病逝，享年81岁。1963年4月5日清明节，山西省召开公祭大会，省委第一书记、政协主席陶鲁笳主祭，600余人参加了公祭。他著有《实用工程师手册》。